# Sigurd Eldegard
Sigurd Eldegard, född den 10 juli 1866 i Årdal, Sogn og Fjordane, död den 30 januari 1950 i Oslo, var en norsk skådespelare, författare, regissör och fiolspelare. Han var en av pionjärerna för nynorsk dramatik.
Eldegard debuterade 1891 på Christiania Theater, men var senare väsentligen knuten till Nationaltheatret, där han spelade flera genuint folkliga figurer. Han var teaterchef på Det Norske Teatret mellan 1918 och 1920. Hans nationalromantiska skådespel Fossegrimen (1903) uppfördes över hundra gånger på både Nationaltheatret och Det Norske Teatret.
Från 1920 hade han även några mindre filmroller.

## Filmografi (urval)
- 1920 – Kaksen paa Øverland
- 1928 – Viddernas folk
- 1930 – Kristine Valdresdatter
- 1934 – Liv
- 1941 – Gullfjellet